# Ulica Mikołowska w Katowicach
Ulica Mikołowska w Katowicach (niem. Nikolaistraße) – ulica w katowickiej dzielnicy Śródmieście, prowadząca na południe.

## Przebieg
Rozpoczyna swój bieg od skrzyżowania z ulicami Sądową, Jana Matejki i Juliusza Słowackiego. Dalej biegnie pod wiaduktem kolejowym (trasa Wrocław − Przemyśl) i krzyżuje się z ulicami Kamienną oraz Andrzeja. Następnie krzyżuje się ulicą Raciborską (na wprost budynku Pałacu Młodzieży) i ulicą Henryka Jordana (obok kościoła św. Piotra i Pawła  i  placu kardynała Augusta Hlonda). Z kolei krzyżuje się z ulicami Józefa Poniatowskiego i Strzelecką - w tym miejscu bieg ulicy skręca bardziej ku zachodowi. Za AWF-em znajduje się Węzeł Mikołowska (Rondo gen. Stanisława Maczka) z autostradą A4 (ul. Kochłowicka w kierunku osiedla Wincentego Witosa i aleja Górnośląska w kierunku CH 3 Stawy oraz Mysłowic). W tym rejonie ponownie skręca szerokim łukiem bardziej ku południu. Od węzła ul. Mikołowska jest drogą krajową 81. Kończy swój bieg skrzyżowaniem z ul. Ligocką, dalej zmienia nazwę na ulicę Brynowską. Na wysokości ul. Kominka ulicą Mikołowską w godzinie popołudniowego szczytu przejeżdża średnio 2461 samochodów (z tego 92,5% to samochody osobowe, a 5,4% to autobusy).

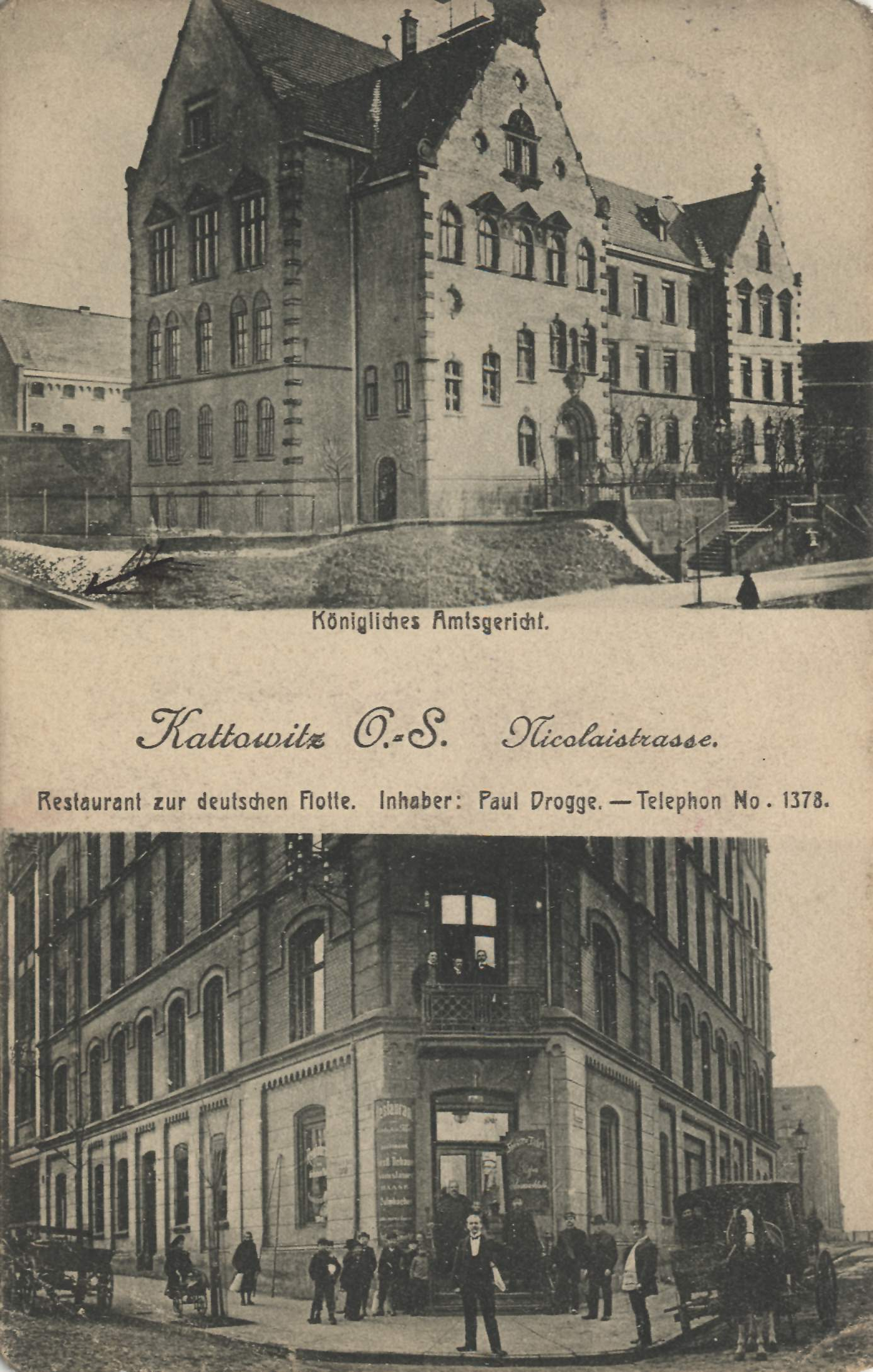
Gmach Sądu Okręgowego przy ulicy Andrzeja w Katowicach (u góry), restauracja "Zur deutscher Flotte" Paula Drogge przy ulicy Mikołowskiej 9 (u dołu)

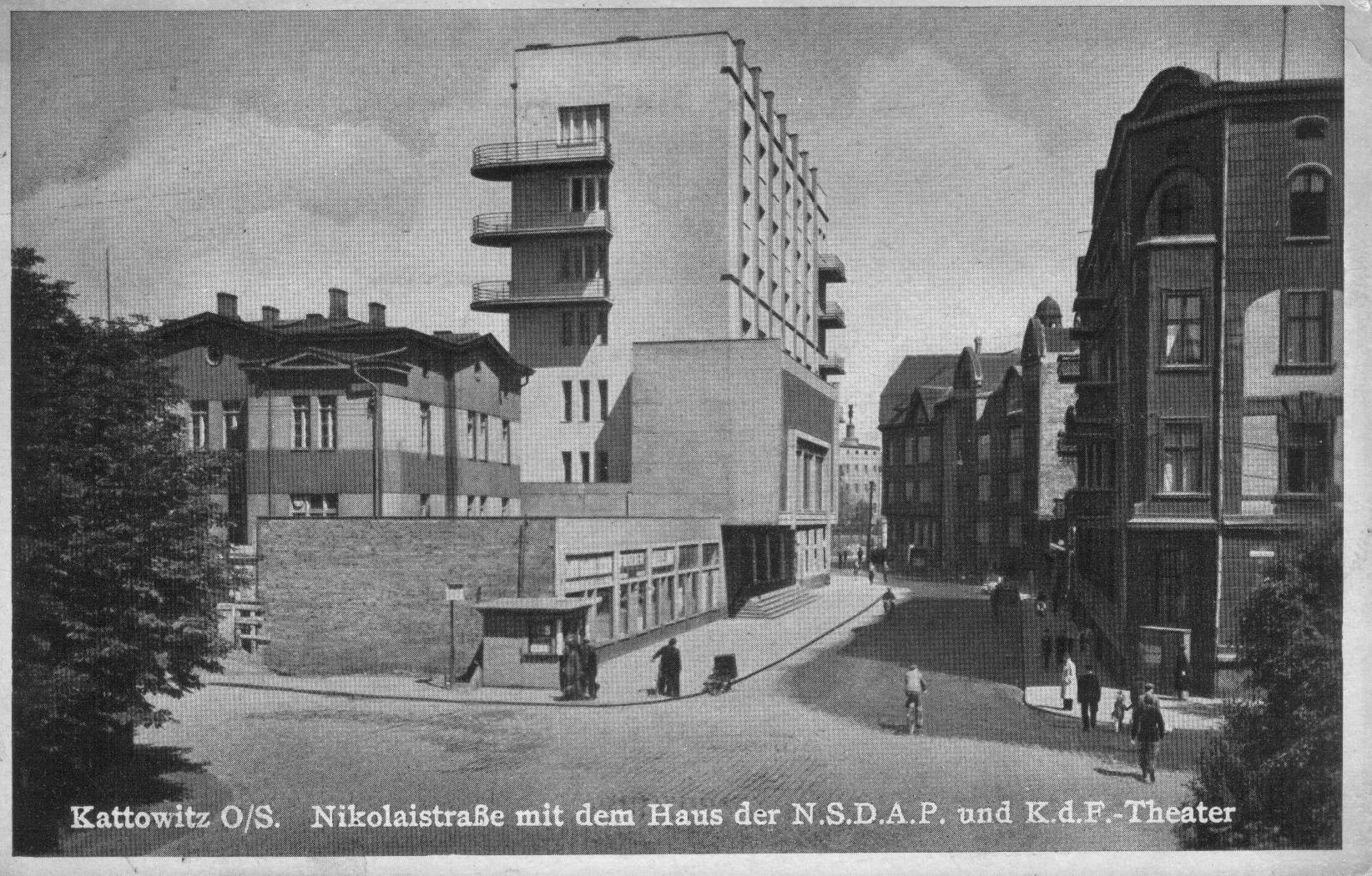
Skrzyżowanie ulic Sądowej, Matejki i Słowackiego na starej pocztówce

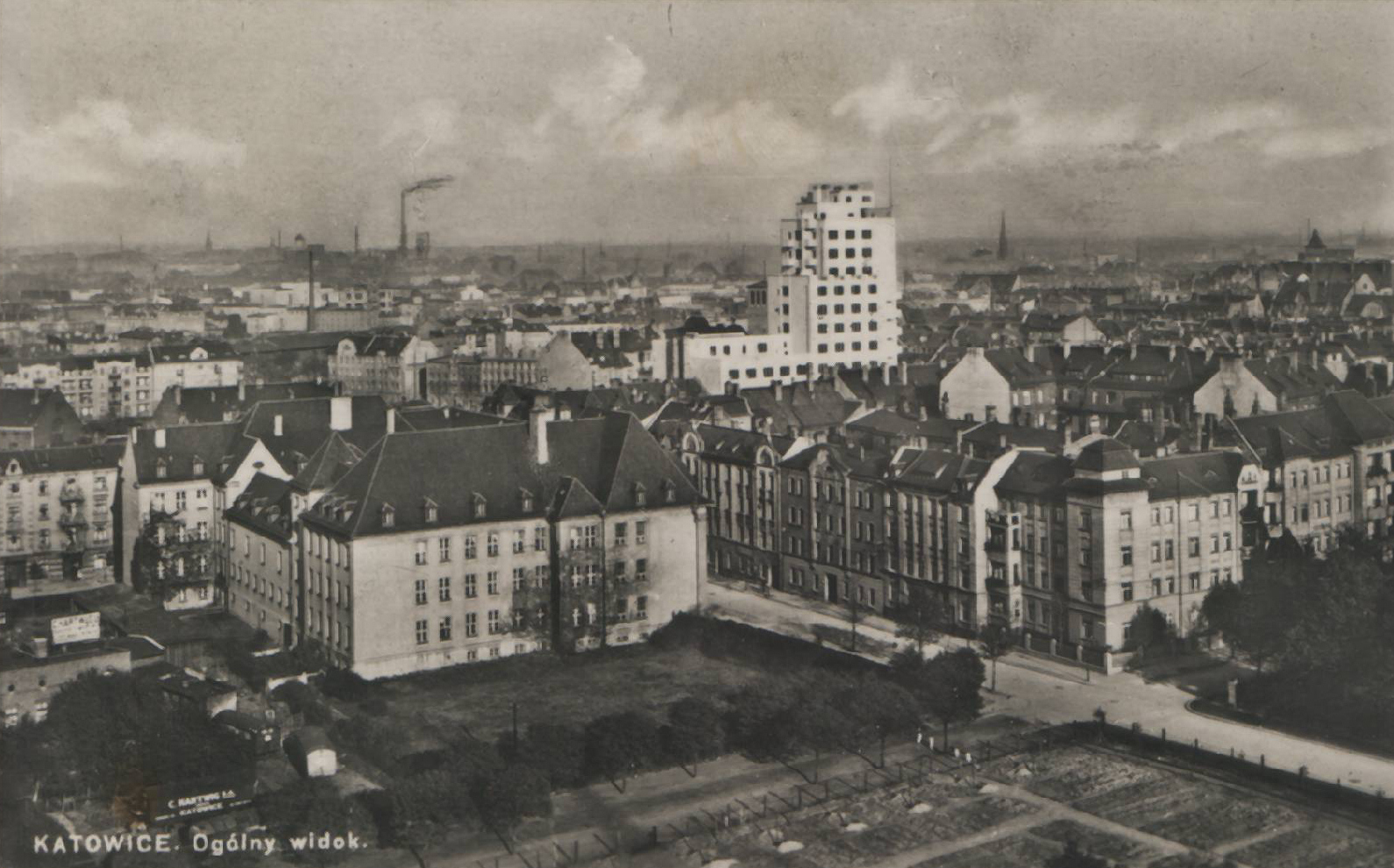
Panorama Katowic − na pierwszym planie ul. Mikołowska (w tle Drapacz Chmur)

## Historia

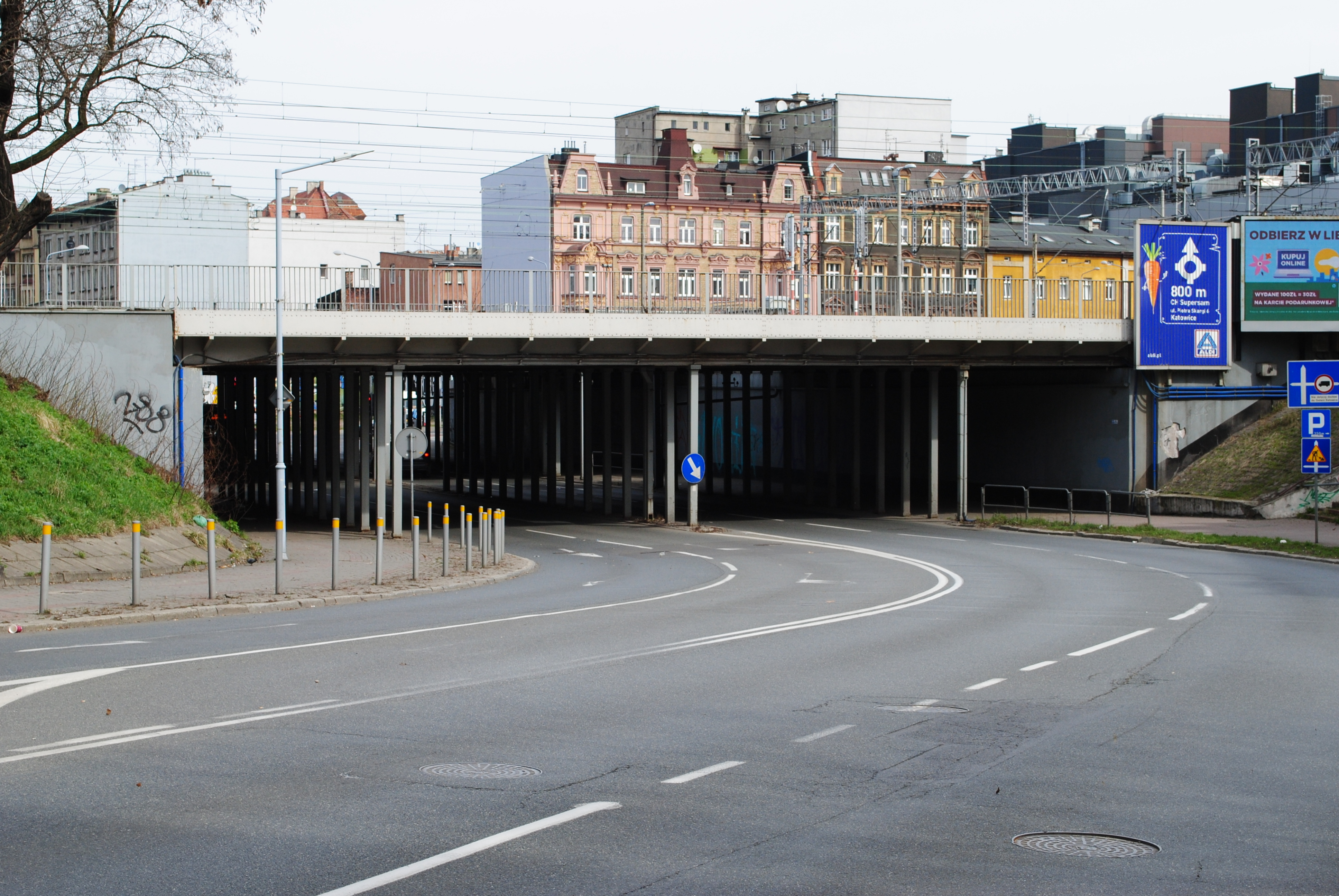
Przejazd pod wiaduktem linii kolejowej

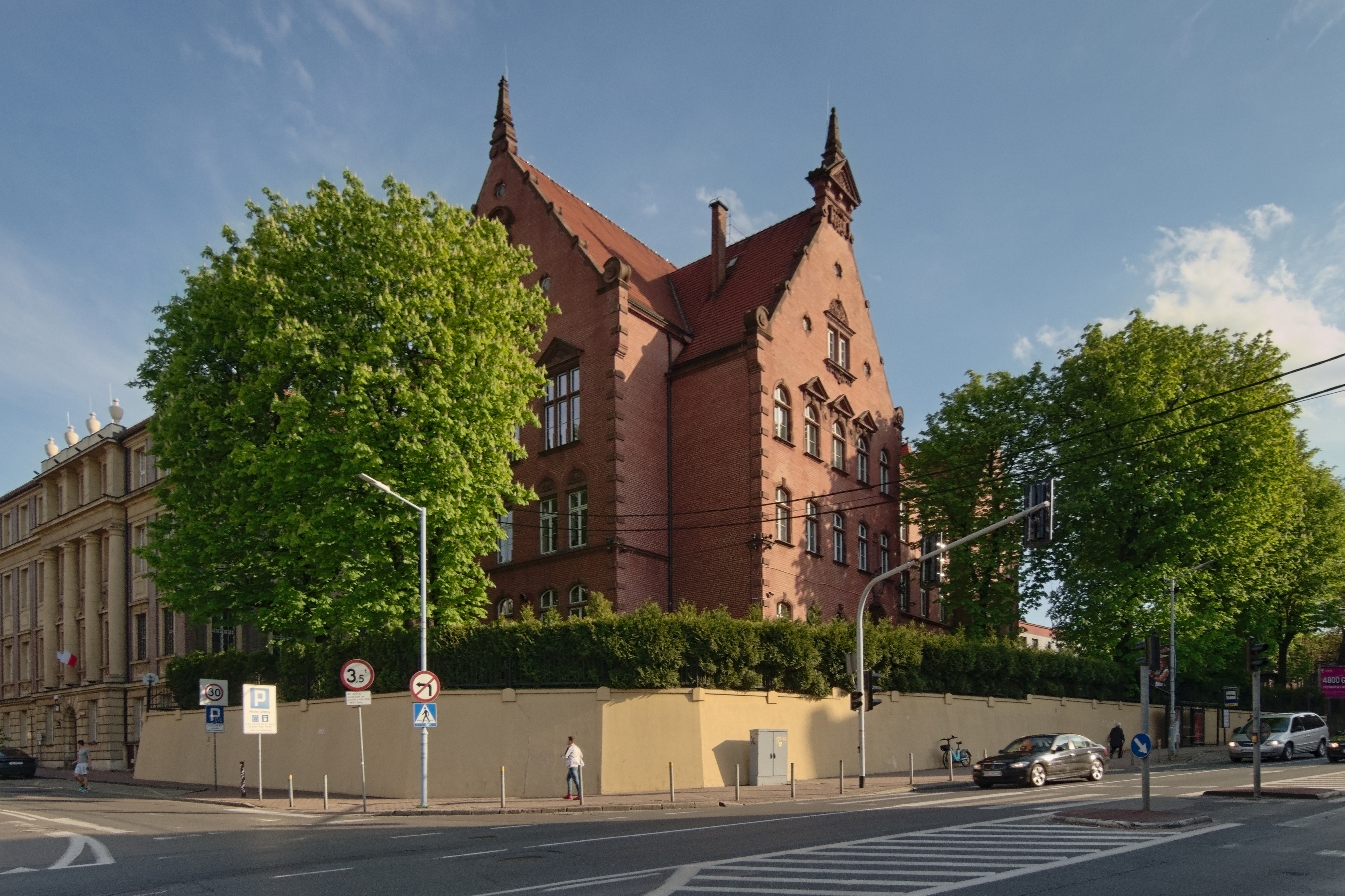
Gmach Sądu Okręgowego na rogu ul. Andrzeja i ul. Mikołowskiej

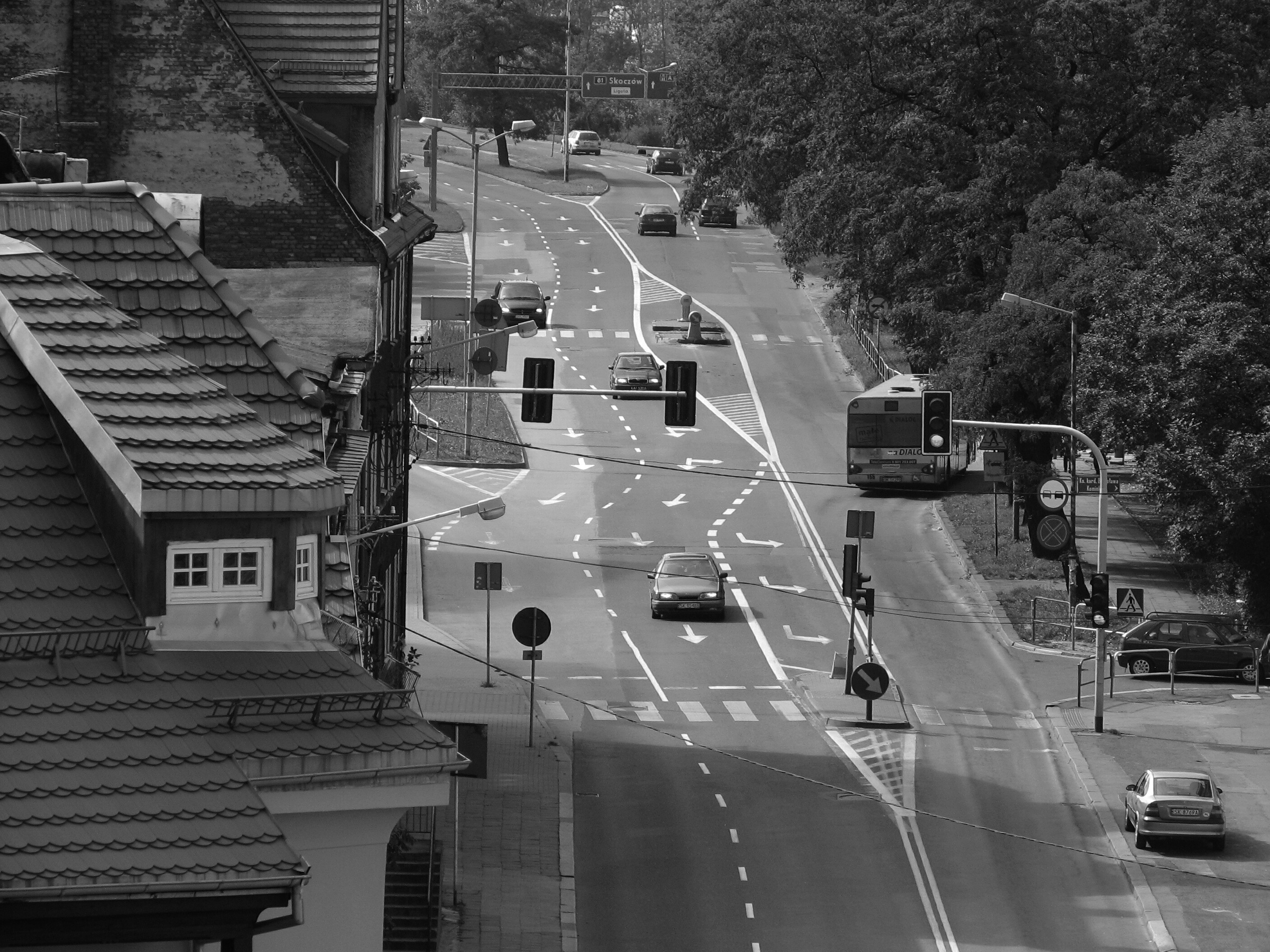
Skrzyżowanie z ulicami B. Kominka i K. Dłuskiego

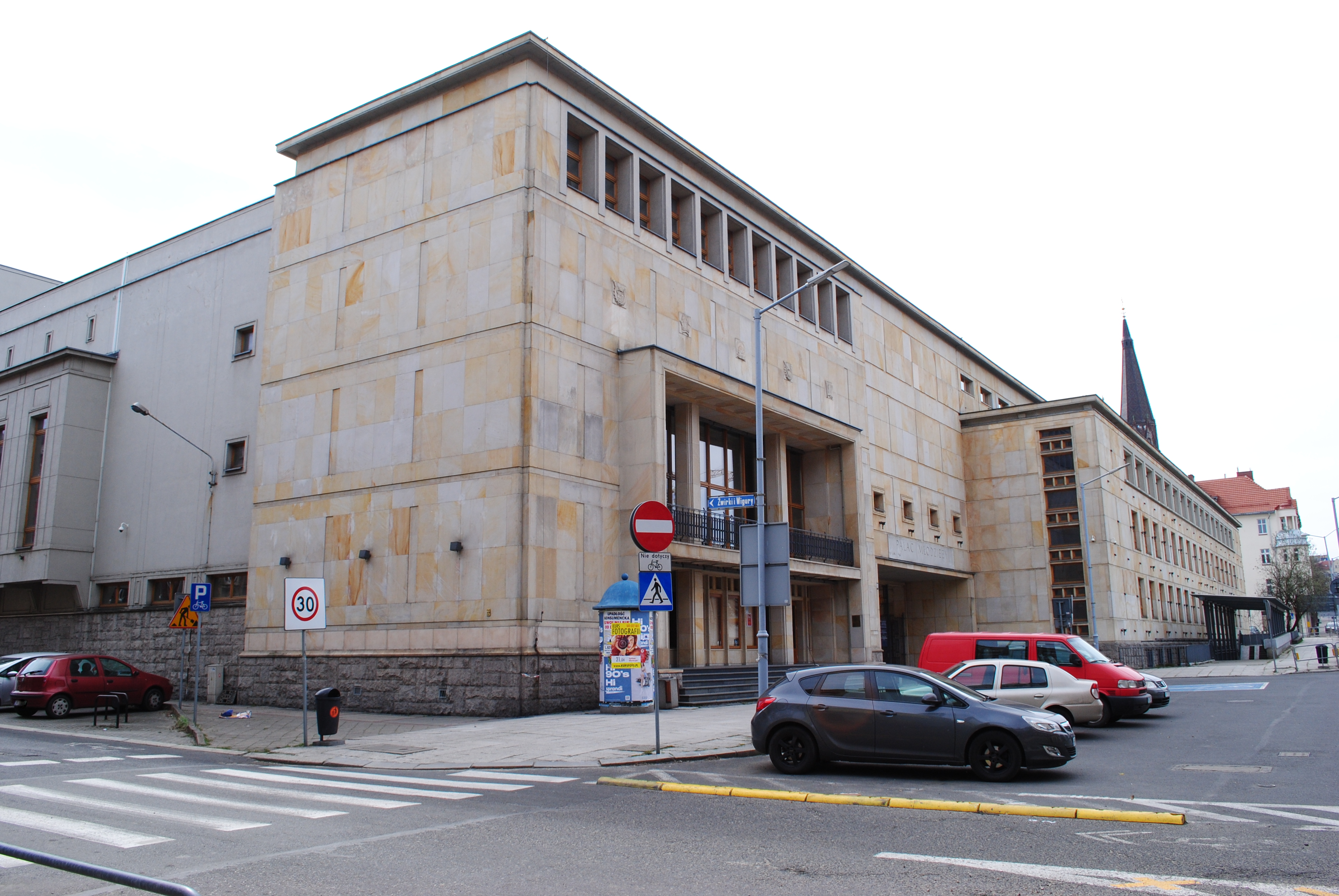
Pałac Młodzieży w Katowicach

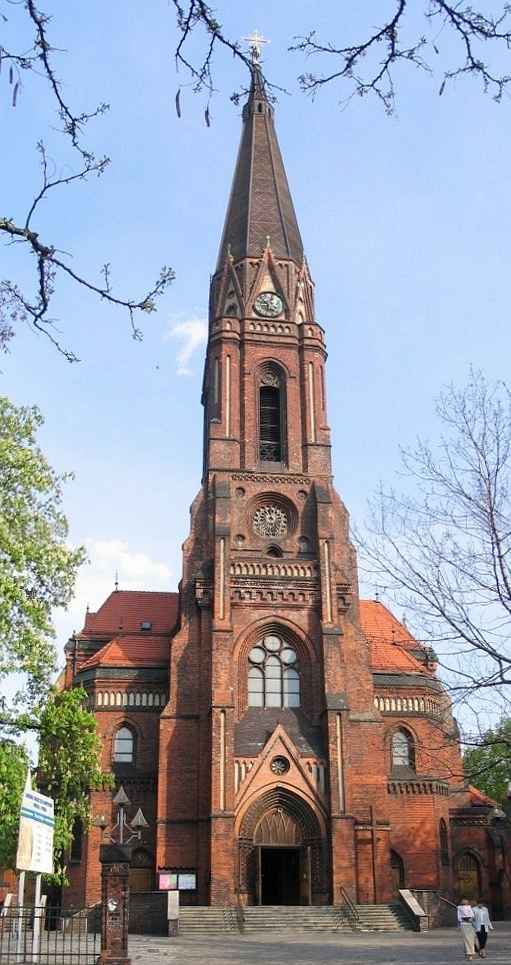
Kościół św. Piotra i Pawła

W połowie XIX wieku przy ul. Mikołowskiej zbudowano przyfabryczną kolonię Kamionka dla pracowników huty "Henrietta". W 1878 w rejonie dzisiejszych ulic Mikołowskiej i Raciborskiej uruchomiono hutę żelaza "Ludwik" (późniejsza odlewnia brązu "Münster"). Na posiedzeniu Rady Miasta Katowice z 13 października 1890 ulicy nadano nazwę Nikolaistraße (ta nazwa funkcjonowała do 1922). W końcu XIX wieku przy ulicy działał wyszynk Wróbla. Ok. 1910 r. w budynku przy ulicy Mikołowskiej 9 (narożny z ul. Kamienną) działała restauracja "Zur deutschen Flotte" Paula Drogge. W latach trzydziestych XX wieku pod numerem 123 zlokalizowany był posterunek brynowskiej policji.
Przed I wojną światową przy ulicy, w rejonie tzw. Kamionki w Katowickiej Hałdzie, istniała Kolonia Dwunastu Apostołów, złożona z dwunastu domów robotniczych.
W latach dwudziestych XX wieku przy ulicy wzniesiono domki jednorodzinne dla dozoru kopalni „Oheim”. Do 1924 w kamienicy na rogu ulic Mikołowskiej i J. Gallusa znajdowała się siedziba gminy Brynów. Przy ulicy Mikołowskiej w latach międzywojennych swoją siedzibę miały: warsztat samochodowy Adamczyka (pod numerem 50), kwiaciarnia Malcherczyka Flora (ul. Mikołowska 15), kawiarnia "Orient" (pod numerem 10), restauracja Jadwigi Jonczyk (ul. Mikołowska 5), kuchnia ludowa w Domu Związkowym (pod numerem 32), piekarnia Jerzego Kubisa (pod numerem 26), restauracja "Wzgórze Mikołowskie" Romana Popiołka (ul. Mikołowska 10), Prokuratura Sądu Okręgowego i Sąd Okręgowy (pod numerem 2), restauracja Antoniego Rzychonia (ul. Mikołowska 109), Więzienie Karno-Śledcze (pod numerem 4), apteka św. Jacka (pod numerem 15), Kasa Chorych na powiat (pod numerem 17). W 1937 ukończono budowę tzw. "burzowca mikołowskiego" − zbiornika na wodę z wiosennych roztopów, które regularnie zalewały ulicę pod wiaduktem kolejowym. Pod numerem 111 funkcjonowała Biblioteka TCL, a pod numerem 141 − koedukacyjna Szkoła Powszechna nr 5 im. Księcia Józefa Poniatowskiego i przedszkole.
W nocy z 3. na 4. września 1939 ulicą od strony Brynowa posuwała się niemiecka 239. Dywizja Piechoty, atakująca miasto od południa. Od 1940 w domu pod numerem 45 odbywały się konspiracyjne zebrania poddelegatury oddziału delegatury rządu emigracyjnego na kraj. 15 sierpnia 1942 w więzieniu przy ul. Mikołowskiej Niemcy zgilotynowali Józefa Pukowca, członka ruchu oporu podczas II wojny światowej, zaś 3 grudnia 1942 bł. ks. Jana Machę. W latach 1939−1945 ulica nosiła nazwę Nikolaistraße.
3 listopada 2009 rozpoczęto remont ulicy Mikołowskiej, który miał potrwać do 15 grudnia. Jednak prace, wykonane w bardzo szybkim tempie, zakończono po tygodniu.
Dnia 3 sierpnia 2010 ulicą prowadziła trasa trzeciego etapu wyścigu kolarskiego Tour de Pologne 2010.

## Obiekty i instytucje
Przy ulicy Mikołowskiej znajdują się następujące historyczne obiekty:
- Narożna kamienica mieszkalna (ul. Mikołowska 7, róg z ul. Kamienną)[32].
- Narożna kamienica mieszkalna (ul. Mikołowska 9, róg z ul. Kamienną)[32].
- Zespół Aresztu Śledczego (ul. Mikołowska 10, 12, 14[33]): pawilon C wraz z budynkiem gospodarczym, teren dawnego więzienia – obecny pawilon A, B; całość otoczona murem z wieżami strażniczymi, a także dwa budynki poza murem od strony ulicy Mikołowskiej – dawna willa naczelnika więzienia i budynek mieszkalny pracowników więziennych. Zespół został wpisany do rejestru zabytków (nr rej.: A/1270/81 z 7 grudnia 1981; obecnie nr rej. A/1270/23[34]); pochodzi z przełomu XIX i XX wieku, wybudowany w stylu eklektycznym[35][36].
- Gmach Sądu Okręgowego; wpisany do rejestru zabytków dnia 15 grudnia 1997 (nr rej.: A/1663/97)[36], wzniesiony w 1889, w 1913 dobudowano nowy budynek projektu architekta Müllera; wybudowany w stylu neorenesansowym na planie litery "C", elewacja zwieńczona tympanonem z obeliskiem.
- Kamienica mieszkalna (ul. Mikołowska 11)[32].
- Kamienica mieszkalna (ul. Mikołowska 13)[32].
- Zespół hal magazynowych (ul. Mikołowska 13b), wzniesiony na przełomie XIX i XX wieku[32].
- Kamienica mieszkalna (ul. Mikołowska 15, 15a)[32].
- Narożna kamienica mieszkalna (ul. Mikołowska 17, ul. Kozielska 2)[32].
- Narożna kamienica mieszkalna (ul. Mikołowska 18, róg z ul. M. Kopernika)[32].
- Budynek mieszkalny (ul. Mikołowska 19), wzniesiony w latach trzydziestych XX wieku w stylu funkcjonalizmu[32].
- Kamienica mieszkalna (ul. Mikołowska 20b)[32].
- Narożna kamienica mieszkalna (ul. Mikołowska 21, pl. dra Józefa Rostka 1)[32].
- Pałac Młodzieży (ul. Mikołowska 26[32]), wzniesiony w latach 1949−1951 według projektu Duchowicza i Majerskiego w stylu funkcjonalizmu/socrealizmu[32]; dnia 16 marca 1990 na ścianie budynku umieszczono pamiątkową tablicę, poświęconą patronowi gmachu − profesorowi Aleksandrowi Kamińskiemu[15]; zespół Pałacu Młodzieży wpisano do rejestru zabytków 13 kwietnia 2010 (nr rej.: A/301/10); granice ochrony obejmują: budynek dyrekcji, budynek dydaktyczny, pływalnię z budynkiem zaplecza, budynek administracyjny, salę gimnastyczna z łącznikiem, teatr z zapleczem, rozdzielnię elektryczną, ogrodzenie oraz dom przy ul. Żwirki i Wigury 32[37].
- Narożna kamienica mieszkalna (ul. Mikołowska 28, róg z ul. P. Stalmacha)[32].
- Zespół kościoła parafialnego pod wezwaniem świętych Apostołów Piotra i Pawła, na który składają się: budynek kościoła, budynek plebanii, ogrodzenie przykościelne (ul. Mikołowska 32−34); wpisany do rejestru zabytków (nr rej.: A/1483/92 z 11 sierpnia 1992; obecnie nr rej. A/1041/22[38]). Kościół został wzniesiony w latach 1898−1902 według projektu Józefa Ebersa z Wrocławia w stylu neogotyckim. W latach 1922−1925 pełnił funkcję prokatedry Administracji Apostolskiej. W latach 1925−1957 pełnił funkcję katedry. Plebania wzniesiona w 1899 według projektu Józefa Ebersa w stylu neogotyckim[36].
- Kamienica mieszkalna z dwiema oficynami (ul. Mikołowska 33, 33a, 33b), wzniesiona na początku XX wieku[32].
- Kamienica mieszkalna (ul. Mikołowska 35), wzniesiona na początku XX wieku, w stylu modernizmu[32].
- Kamienica mieszkalna (ul. Mikołowska 30), wzniesiona na początku XX wieku, w stylu modernizmu[32].
- Narożna kamienica mieszkalna (ul. Mikołowska 44, ul. Barbary 1)[32]. Obecnie budynek jest siedzibą Gościńca Franz Josef.
- Narożna kamienica mieszkalna (ul. Mikołowska 45, róg z ul. Strzelecką)[32].
- Kamienica mieszkalna (ul. Mikołowska 46)[32].
- Cztery familoki kopalni "Wujek" (ul. Mikołowska 47, 49), wzniesione na początku XX wieku, w stylu późnego modernizmu[32].
- Kamienica mieszkalna (ul. Mikołowska 48)[32].
- Budynek biurowo-handlowy (ul. Mikołowska 50, 52), wzniesiony w XIX wieku, w stylu neoklasycyzmu, później przebudowany[32]. Kamienicę nr 52 wyburzono w 2017, pod budowę biurowca (zbudowany w latach 2018–2019[39]).
- Kamienica mieszkalna (ul. Mikołowska 53), wzniesiona na początku XX wieku, w stylu historyzmu/neorenesansu[32].
- Willa bliźniacza w ogrodzie (ul. Mikołowska 118/120), wybudowana na początku XX wieku w stylu modernistycznym[32].
- Willa bliźniacza w ogrodzie (ul. Mikołowska 122/124), wybudowana na początku XX wieku w stylu modernistycznym[32].
- Willa bliźniacza w ogrodzie (ul. Mikołowska 126/128), wybudowana na początku XX wieku w stylu modernistycznym[32].
- Willa bliźniacza w ogrodzie (ul. Mikołowska 130/132), wybudowana na początku XX wieku w stylu modernistycznym[32].
- Willa bliźniacza w ogrodzie (ul. Mikołowska 134/136), wybudowana na początku XX wieku w stylu modernistycznym[32].
- Willa bliźniacza w ogrodzie (ul. Mikołowska 138/140), wybudowana na początku XX wieku w stylu modernistycznym[32].
- Willa bliźniacza w ogrodzie (ul. Mikołowska 142/144), wybudowana na początku XX wieku w stylu modernistycznym[32].
- Willa bliźniacza w ogrodzie (ul. Mikołowska 146/148), wybudowana na początku XX wieku w stylu modernistycznym[32].
- Zespół pięciu willi w ogrodach (ul. Mikołowska 150, 152, ul. Parkowa 4, 4a, 4b), wzniesionych w dwudziestoleciu międzywojennym w stylu funkcjonalizmu[32]

Przy ulicy Mikołowskiej istnieją również: dwie stacje benzynowe, Galeria Akwarela, Galeria Marmurowa, Gościniec Franz Josef, laboratorium medyczne oraz budynek Akademii Wychowania Fizycznego.
W rejonie ul. Mikołowskiej i ul. Strzeleckiej planowano budowę luksusowych apartamentów (Apartamenty Moderna), które miały być oddane do użytku w 2010, jednak inwestor zrezygnował z budowy. Obecnie w tym miejscu istnieje parking samochodowy.
Ulicą Mikołowską kursują linie autobusowe ZTM.